# SWEEPS-11 b
SWEEPS-11 b (przez część źródeł określana jako SWEEPS-11) – planeta pozasłoneczna orbitująca wokół gwiazdy SWEEPS-11, odkryta w 2006 przy użyciu Kosmicznego Teleskopu Hubble’a w ramach programu SWEEPS (Sagittarius Window Eclipsing Extrasolar Planet Search). Szacowana masa planety wynosi 9,7 ± 5,6 MJ, a jej promień jest niewiele większy od promienia Jowisza i wynosi 1,13 ± 0,21 RJ. Okres orbitalny wynosi 1,796 dób ziemskich.